# Amolops hongkongensis
Espèce
Synonymes
- Staurois hongkongensis Pope & Romer, 1951

Statut de conservation UICN

 EN B1ab(iii) : En danger
Amolops hongkongensis est une espèce d'amphibiens de la famille des Ranidae.

## Répartition
Cette espèce est endémique de République populaire de Chine. Elle se rencontre dans la province du Guangdong et à Hong Kong, entre 150 et 70 m d'altitude.

## Description
Amolops hongkongensis mesure environ 35 à 40 mm pour les mâles et de 35 à 46 mm pour les femelles.

## Étymologie
Son nom d'espèce, composé de hongkong et du suffixe latin -ensis, « qui vit dans, qui habite », lui a été donné en référence au lieu de sa découverte, le Tai Mo Shan dans les Nouveaux Territoires à Hong Kong.

## Publication originale
- Pope & Romer, 1951 : A new ranid frog (Staurois) from the Colony of Hongkong. Fieldiana, Zoology, vol. 31, p. 609-612 (texte intégral).